# FBI – G-man Bruce Cabot
FBI – G-man Bruce Cabot war eine deutsche Comic-Heft-Reihe mit Kriminalgeschichten nach dem Whodunit-Konzept aus dem Moewig-Verlag, im vierwöchentlichen Rhythmus erschienen zwischen 1969 und 1971.
Auf jedem Cover prangte als weiterer Zusatz: „Im Kampf um Recht und Gesetz“. Neben den Einzelheften wurden von Moewig auch sechs FBI-Sammelbände mit jeweils drei bereits veröffentlichten Comic-Heften herausgegeben.

## Inhalt
Die beiden Hauptfiguren waren FBI-Inspektor Bruce Cabot und Special Agent Patrick O’Hara, die als Team in New York auf Mörderjagd gingen. Weitere durchgängig auftretende Personen waren ihr zwielichtiger Informant, der sogenannte „Professor“, der stets sehr brauchbare Hinweise für sie hatte, und Old Bebe Smith, die farbige Inhaberin des Nacht-Clubs „Paradise“, in dem sich Cabot stets mit seinem Informanten traf. Unterstützt wurden Cabot und O’Hara zudem von Inspektor Hood von der Mordkommission Manhattan I und Phil Cramer, dem Chef der FBI-Sektion New York.
Die dramatischen Storys waren gekennzeichnet durch mehrere im Verlauf der Handlung verübte Morde (begangen von einem unbekannten Täter, der erst zum Schluss entlarvt wurde), wobei Cabot und O’Hara bis zur Festnahme des Täters für gewöhnlich in actionreiche Situationen (wie körperliche Auseinandersetzungen und Schießereien) gerieten. Dabei war der Griff zur Zigarette aller Beteiligten damals noch eine Selbstverständlichkeit. Im Gegensatz zu Cabot hatte O’Hara in den Comics auch etwas Privatleben: seine Freundin Susan Delaware, für die ihm jedoch seine Ermittlungstätigkeit beim FBI oftmals zu wenig Zeit ließ.
Bei der Darstellung der Hauptpersonen setzten die Zeichner auf Wiedererkennung: Der dunkelhaarige Bruce Cabot war meistens im blauen Anzug mit Krawatte zu sehen, der blonde Patrick O’Hara trug in der Regel einen Rollkragenpullover unterm Sakko.
Die abgeschlossenen, realistisch in Farbe gezeichneten Geschichten wiesen eine gewisse Ähnlichkeit mit der erfolgreichen Romanheft-Serie Jerry Cotton aus dem Bastei-Verlag auf.
Die Geschichten stammten von den Zeichnern des Studio Giolitti, wie Umberto Sammarini (Nr. 3, 5, 7, 14, 18–19), Giorgio Cambiotti (Nr. 1, 9–10, 12, 22), Angelo Torado (Nr. 4) und Mario Pedrazzi (Nr. 13).
Alle Titelbilder wurden von Klaus Dill gezeichnet.

## Renommee
Wie Wolfgang J. Fuchs und Reinhold C. Reitberger in ihrer detaillierten Analyse Comics – Anatomie eines Massenmediums (1973) vermerken, konnte sich FBI – G-man Bruce Cabot damals als ein Gegensatz zu den zeitgleich von Moewig herausgebrachten Comics (wie der erotisch angehauchten Science-Fiction-Serie Uranella oder dem Kinder-Magazin Plop!) behaupten. Moewigs Comic-Heft-Reihe FBI – G-man Bruce Cabot war zur Zeit ihres Erscheinens die einzige laufende eigenständige und realistische deutsche Crime-Comic-Reihe. Entsprechend warb der Verlag zum Teil auf der Rückseite der Hefte mit dem Satz: „Verlangen Sie den einzigen CC, den es in Deutschland gibt: den Crime-Comic FBI!“
Acht Ausgaben der Serie wurden in Norwegen (als FBI – Med G-man Bruce Cabot) und Schweden (als Razzia – Med G-man 33 Bob Kelly) nachgedruckt. Es existierte auch eine spanische Adaptation.

## Bände
Die Reihe umfasst insgesamt 22 Hefte mit jeweils 32 Seiten:
1. Späte Rache
2. Tödlicher Schnee
3. Kidnapping in Manhattan
4. Teuflisches Spiel
5. Blüten des Todes
6. Mord in der Bowery
7. Mord im Studio
8. Der Mann aus dem Jenseits
9. Morgen stirbt Pasardos
10. Tote Zeugen singen nicht
11. Dieser Zucker ist nicht süß
12. Schüsse bei Tiffany
13. Inspektor Cabot spielt hoch
14. Killer vom Bau
15. Der Sonntagsmord
16. Poker um Jenny
17. Der Schatz vom Washington Square
18. Mord im Fadenkreuz
19. Mit gezinkten Karten
20. Der Tote im Hudson
21. Tödliche Briefe
22. Der Henker von Bronx